# Andreas Menn (Journalist)
Andreas Menn (* 1981 in Köln) ist ein deutscher Journalist.

## Leben und Wirken
Menn studierte von 2000 bis 2006 Politikwissenschaften, Geschichte, Französische Romanistik und Philosophie an der Universität zu Köln und der Karls-Universität Prag. Er erhielt ein Studienstipendium der Friedrich-Ebert-Stiftung. Seit 2000 arbeitete er als freier Journalist für Tageszeitungen und Magazine. Seit 2010 ist er Redakteur für Innovation und Digitales bei der Wirtschaftswoche.

## Veröffentlichungen (Auswahl)
- Konstruktion von Nation und Staat in Osteuropa: Transnistrien und die Republik Moldau. VDM Verlag, 2008, ISBN 978-3-8364-5922-8.
- DDR-Führer: Alltag eines vergangenen Staates in 22 Kapiteln. DDR-Museum-Verlag, 2008, ISBN 978-3-939801-13-9.

## Auszeichnungen
- 2012: Gewinner des On.Line Medienpreises
- 2012: Gewinner des Hans-Strothoff-Preises
- 2013 und 2016: Gewinner des Medienpreises Luft- und Raumfahrt